# Mattéo Guendouzi
Mattéo Elias Kenzo Guendouzi Olié (Poissy, 14 aprile 1999) è un calciatore francese, centrocampista della Lazio e della nazionale francese, con cui è diventato vicecampione del mondo nel 2022 e ha vinto la UEFA Nations League 2020-2021.

## Biografia
Nato in Francia, a Poissy, da padre franco-marocchino (il nonno era originario del Marocco) e da madre francese. Ha un fratello anche lui calciatore di nome Milan. È sposato ed ha due figlie nate nel 2021 e nel 2024.

## Caratteristiche tecniche
È una regista e mediano, duttile tatticamente, che può ricoprire anche altri ruoli nel centrocampo, abile nell'impostare l'azione con passaggi filtranti e nel verticalizzare con lanci lunghi e precisi, si fa valere inoltre in fase di interdizione e di inserimento in area. Si distingue inoltre per il suo modo di giocare molto energico, che lo porta spesso a diventare un leader nelle squadre in cui gioca, ma anche a ricevere spesso sanzioni disciplinari.

## Carriera

### Club

#### Gli inizi

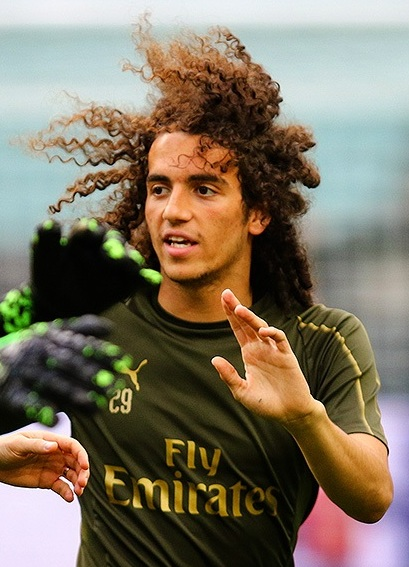
Mattéo Guendouzi in azione con la maglia dell' durante la finale di Europa League nel 2019.

Cresciuto calcisticamente tra il 2005 e il 2014, nelle giovanili del Paris Saint Germain, passa poi a giocare per due anni, nelle giovanili del Lorient. Fa il suo debutto da professionista nella partita di campionato tra Lorient-Nantes persa per 2-1 dai padroni di casa. Nella stagione successiva gioca da titolare raccogliendo 18 presenze in campionato.

#### Arsenal
L'11 luglio 2018 viene ingaggiato dall'Arsenal dove fa il suo esordio da titolare, nella partita persa per 2-0 in casa contro il Manchester City. Il 4 ottobre successivo, segna la sua prima rete con la maglia dei Gunners nella partita vinta per 3-0 in trasferta contro il Qarabağ, valida per i gironi di Europa League.

#### Prestito all'Hertha Berlino
Il 5 ottobre 2020 viene ceduto in prestito all'Hertha Berlino.

#### Olympique Marsiglia
Il 6 luglio 2021 viene ceduto a titolo temporaneo all'Olympique Marsiglia. Disputa un'ottima stagione, collezionando 56 presenze e 5 reti, che il 1º luglio 2022 gli vale il riscatto a titolo definitivo da parte del club francese.

#### Lazio
Il 31 agosto 2023, Guendouzi viene ceduto alla Lazio, in Serie A, in prestito con diritto di riscatto, convertibile in obbligo al verificarsi di alcune condizioni.
Il 2 settembre 2023 fa il suo esordio con la maglia biancoceleste nella vittoria contro il Napoli  per 1-2. Il 5 dicembre segna la sua prima rete con i biancocelesti, decisiva per il passaggio del turno contro il Genoa all'esordio in Coppa Italia. Il 22 dicembre segna anche la sua prima rete in serie A aprendo le marcature nel successo per 2-0 in casa dell'Empoli.

### Nazionale
Ha militato nelle selezioni giovanili francesi Under-18, Under-19 e Under-20. Nel marzo 2017 ha rifiutato la convocazione della nazionale marocchina, dopo un colloquio con il CT del Marocco Hervé Renard, giurando fedeltà ai colori francesi. Il 15 novembre 2018 ha fatto il suo debutto con la nazionale Under-21 francese, in una partita giocata contro i pari età della Croazia e conclusasi sul punteggio di 2-2.
Il 16 novembre 2021 esordisce in nazionale maggiore nel successo per 0-2 in casa della Finlandia. Il 29 marzo 2022 realizza la sua prima rete in nazionale nel successo per 5-0 in amichevole contro il Sudafrica.

## Statistiche

### Presenze e reti nei club
Statistiche aggiornate al 25 maggio 2025.
| Stagione         | Squadra             | Campionato       | Campionato | Campionato | Coppe nazionali | Coppe nazionali | Coppe nazionali | Coppe continentali | Coppe continentali | Coppe continentali | Altre coppe | Altre coppe | Altre coppe | Totale | Totale |
| Stagione         | Squadra             | Comp             | Pres       | Reti       | Comp            | Pres            | Reti            | Comp               | Pres               | Reti               | Comp        | Pres        | Reti        | Pres   | Reti   |
| ---------------- | ------------------- | ---------------- | ---------- | ---------- | --------------- | --------------- | --------------- | ------------------ | ------------------ | ------------------ | ----------- | ----------- | ----------- | ------ | ------ |
| 2016-2017        | Lorient             | L1               | 8          | 0          | CF+CdL          | 1+0             | 0               | -                  | -                  | -                  | -           | -           | -           | 9      | 0      |
| 2017-2018        | Lorient             | L2               | 18         | 0          | CF+CdL          | 1+2             | 0               | -                  | -                  | -                  | -           | -           | -           | 21     | 0      |
| Totale Lorient   | Totale Lorient      | Totale Lorient   | 26         | 0          |                 | 4               | 0               |                    | -                  | -                  |             | -           | -           | 30     | 0      |
| 2018-2019        | Arsenal             | PL               | 33         | 0          | FACup+CdL       | 1+3             | 0               | UEL                | 11                 | 1                  | -           | -           | -           | 47     | 1      |
| 2019-2020        | Arsenal             | PL               | 24         | 0          | FACup+CdL       | 3+1             | 0               | UEL                | 6                  | 0                  | -           | -           | -           | 34     | 0      |
| Totale Arsenal   | Totale Arsenal      | Totale Arsenal   | 57         | 0          |                 | 8               | 0               |                    | 17                 | 1                  |             | -           | -           | 82     | 1      |
| 2020-2021        | Hertha Berlino      | BL               | 24         | 2          | CG              | 0               | 0               | -                  | -                  | -                  | -           | -           | -           | 24     | 2      |
| 2021-2022        | Olympique Marsiglia | L1               | 38         | 4          | CF              | 4               | 0               | UEL+UECL           | 6+8                | 0+1                | -           | -           | -           | 56     | 5      |
| 2022-2023        | Olympique Marsiglia | L1               | 33         | 2          | CF              | 4               | 1               | UCL                | 6                  | 2                  | -           | -           | -           | 43     | 5      |
| lug.-ago. 2023   | Olympique Marsiglia | L1               | 2          | 0          | CF              | 0               | 0               | UCL+UEL            | 2+0                | 0                  | -           | -           | -           | 4      | 0      |
| Totale Marsiglia | Totale Marsiglia    | Totale Marsiglia | 73         | 6          |                 | 8               | 1               |                    | 22                 | 3                  |             | -           | -           | 103    | 10     |
| ago. 2023-2024   | Lazio               | A                | 33         | 2          | CI              | 4               | 1               | UCL                | 8                  | 0                  | SI          | 1           | 0           | 46     | 3      |
| 2024-2025        | Lazio               | A                | 37         | 1          | CI              | 2               | 0               | UEL                | 9                  | 0                  | -           | -           | -           | 48     | 1      |
| Totale Lazio     | Totale Lazio        | Totale Lazio     | 70         | 3          |                 | 6               | 1               |                    | 17                 | 0                  |             | 1           | 0           | 94     | 4      |
| Totale carriera  | Totale carriera     | Totale carriera  | 250        | 11         |                 | 26              | 2               |                    | 56                 | 4                  |             | 1           | 0           | 333    | 17     |

### Cronologia presenze e reti in nazionale
| Cronologia completa delle presenze e delle reti in nazionale ― Francia | Cronologia completa delle presenze e delle reti in nazionale ― Francia | Cronologia completa delle presenze e delle reti in nazionale ― Francia | Cronologia completa delle presenze e delle reti in nazionale ― Francia | Cronologia completa delle presenze e delle reti in nazionale ― Francia | Cronologia completa delle presenze e delle reti in nazionale ― Francia | Cronologia completa delle presenze e delle reti in nazionale ― Francia | Cronologia completa delle presenze e delle reti in nazionale ― Francia |
| Data                                                                   | Città                                                                  | In casa                                                                | Risultato                                                              | Ospiti                                                                 | Competizione                                                           | Reti                                                                   | Note                                                                   |
| ---------------------------------------------------------------------- | ---------------------------------------------------------------------- | ---------------------------------------------------------------------- | ---------------------------------------------------------------------- | ---------------------------------------------------------------------- | ---------------------------------------------------------------------- | ---------------------------------------------------------------------- | ---------------------------------------------------------------------- |
| 16-11-2021                                                             | Helsinki                                                               | Finlandia                                                              | 0 – 2                                                                  | Francia                                                                | Qual. Mondiali 2022                                                    | -                                                                      | 67’                                                                    |
| 25-3-2022                                                              | Marsiglia                                                              | Francia                                                                | 2 – 1                                                                  | Costa d'Avorio                                                         | Amichevole                                                             | -                                                                      | 75’                                                                    |
| 29-3-2022                                                              | Villeneuve-d'Ascq                                                      | Francia                                                                | 5 – 0                                                                  | Sudafrica                                                              | Amichevole                                                             | 1                                                                      | 80’                                                                    |
| 6-6-2022                                                               | Spalato                                                                | Croazia                                                                | 1 – 1                                                                  | Francia                                                                | UEFA Nations League 2022-2023 - 1º turno                               | -                                                                      |                                                                        |
| 10-6-2022                                                              | Vienna                                                                 | Austria                                                                | 1 – 1                                                                  | Francia                                                                | UEFA Nations League 2022-2023 - 1º turno                               | -                                                                      | 63’                                                                    |
| 13-6-2022                                                              | Saint-Denis                                                            | Francia                                                                | 0 – 1                                                                  | Croazia                                                                | UEFA Nations League 2022-2023 - 1º turno                               | -                                                                      | 18’ 80’                                                                |
| 30-11-2022                                                             | Al Rayyan                                                              | Tunisia                                                                | 1 – 0                                                                  | Francia                                                                | Mondiali 2022 - 1º turno                                               | -                                                                      | 79’                                                                    |
| 26-3-2024                                                              | Marsiglia                                                              | Francia                                                                | 3 – 2                                                                  | Cile                                                                   | Amichevole                                                             | -                                                                      | 44’                                                                    |
| 9-9-2024                                                               | Lione                                                                  | Francia                                                                | 2 – 0                                                                  | Belgio                                                                 | UEFA Nations League 2024-2025 - 1º turno                               | -                                                                      | 79’                                                                    |
| 10-10-2024                                                             | Budapest                                                               | Israele                                                                | 1 – 4                                                                  | Francia                                                                | UEFA Nations League 2024-2025 - 1º turno                               | 1                                                                      | 77’                                                                    |
| 14-10-2024                                                             | Bruxelles                                                              | Belgio                                                                 | 1 – 2                                                                  | Francia                                                                | UEFA Nations League 2024-2025 - 1º turno                               | -                                                                      | 73’                                                                    |
| 17-11-2024                                                             | Milano                                                                 | Italia                                                                 | 1 – 3                                                                  | Francia                                                                | UEFA Nations League 2024-2025 - 1º turno                               | -                                                                      | 90+3’                                                                  |
| 20-3-2025                                                              | Spalato                                                                | Croazia                                                                | 2 – 0                                                                  | Francia                                                                | UEFA Nations League 2024-2025 - Quarti di finale                       | -                                                                      | 84’                                                                    |
| 8-6-2025                                                               | Stoccarda                                                              | Germania                                                               | 0 – 2                                                                  | Francia                                                                | UEFA Nations League 2024-2025 - Finale 3º posto                        | -                                                                      | 90’                                                                    |
| Totale                                                                 |                                                                        | Presenze                                                               | 14                                                                     |                                                                        | Reti                                                                   | 2                                                                      |                                                                        |

| Cronologia completa delle presenze e delle reti in nazionale ― Francia under 21 | Cronologia completa delle presenze e delle reti in nazionale ― Francia under 21 | Cronologia completa delle presenze e delle reti in nazionale ― Francia under 21 | Cronologia completa delle presenze e delle reti in nazionale ― Francia under 21 | Cronologia completa delle presenze e delle reti in nazionale ― Francia under 21 | Cronologia completa delle presenze e delle reti in nazionale ― Francia under 21 | Cronologia completa delle presenze e delle reti in nazionale ― Francia under 21 | Cronologia completa delle presenze e delle reti in nazionale ― Francia under 21 |
| Data                                                                            | Città                                                                           | In casa                                                                         | Risultato                                                                       | Ospiti                                                                          | Competizione                                                                    | Reti                                                                            | Note                                                                            |
| ------------------------------------------------------------------------------- | ------------------------------------------------------------------------------- | ------------------------------------------------------------------------------- | ------------------------------------------------------------------------------- | ------------------------------------------------------------------------------- | ------------------------------------------------------------------------------- | ------------------------------------------------------------------------------- | ------------------------------------------------------------------------------- |
| 15-11-2018                                                                      | Beauvais                                                                        | Francia under 21                                                                | 2 – 2                                                                           | Croazia under 21                                                                | Qual. Europeo Under-21 2019                                                     | -                                                                               | 50’                                                                             |
| 19-11-2018                                                                      | Caen                                                                            | Francia under 21                                                                | 1 – 1                                                                           | Spagna under 21                                                                 | Qual. Europeo Under-21 2019                                                     | -                                                                               | 61’                                                                             |
| 21-3-2019                                                                       | Essen                                                                           | Germania under 21                                                               | 2 – 2                                                                           | Francia under 21                                                                | Amichevole                                                                      | -                                                                               | 80’                                                                             |
| 24-3-2019                                                                       | Brest                                                                           | Francia under 21                                                                | 0 – 1                                                                           | Danimarca under 21                                                              | Amichevole                                                                      | -                                                                               |                                                                                 |
| 3-6-2019                                                                        | Le Mans                                                                         | Francia under 21                                                                | 3 – 0                                                                           | Belgio under 21                                                                 | Amichevole                                                                      | -                                                                               | 71’                                                                             |
| 11-6-2019                                                                       | Vienna                                                                          | Austria under 21                                                                | 3 – 1                                                                           | Francia under 21                                                                | Amichevole                                                                      | -                                                                               | 62’                                                                             |
| 21-6-2019                                                                       | Serravalle                                                                      | Francia under 21                                                                | 1 – 0                                                                           | Croazia under 21                                                                | Europeo Under-21 2019 - 1º turno                                                | -                                                                               | 73’                                                                             |
| 24-6-2019                                                                       | Cesena                                                                          | Francia under 21                                                                | 0 – 0                                                                           | Romania under 21                                                                | Europeo Under-21 2019 - 1º turno                                                | -                                                                               |                                                                                 |
| 27-6-2019                                                                       | Reggio Emilia                                                                   | Spagna under 21                                                                 | 4 – 1                                                                           | Francia under 21                                                                | Europeo Under-21 2019 - Semifinale                                              | -                                                                               |                                                                                 |
| 10-10-2019                                                                      | Calais                                                                          | Francia under 21                                                                | 5 – 0                                                                           | Azerbaigian under 21                                                            | Qual. Europeo Under-21 2021                                                     | -                                                                               | 77’                                                                             |
| 15-10-2019                                                                      | Dunajská Lužná                                                                  | Slovacchia under 21                                                             | 3 – 5                                                                           | Francia under 21                                                                | Qual. Europeo Under-21 2021                                                     | -                                                                               | 78’                                                                             |
| 4-9-2020                                                                        | Gori                                                                            | Georgia under 21                                                                | 0 – 2                                                                           | Francia under 21                                                                | Qual. Europeo Under-21 2021                                                     | -                                                                               | cap.                                                                            |
| 7-9-2020                                                                        | Sumqayıt                                                                        | Azerbaigian under 21                                                            | 1 – 2                                                                           | Francia under 21                                                                | Qual. Europeo Under-21 2021                                                     | -                                                                               | cap.                                                                            |
| 8-10-2020                                                                       | Strasburgo                                                                      | Francia under 21                                                                | 5 – 0                                                                           | Liechtenstein under 21                                                          | Qual. Europeo Under-21 2021                                                     | -                                                                               | cap. 64’                                                                        |
| 12-10-2020                                                                      | Tolosa                                                                          | Francia under 21                                                                | 1 – 0                                                                           | Slovacchia under 21                                                             | Qual. Europeo Under-21 2021                                                     | -                                                                               | cap.                                                                            |
| 12-11-2020                                                                      | Vaduz                                                                           | Liechtenstein under 21                                                          | 0 – 5                                                                           | Francia under 21                                                                | Qual. Europeo Under-21 2021                                                     | -                                                                               | cap. 65’                                                                        |
| 16-11-2020                                                                      | Le Havre                                                                        | Francia under 21                                                                | 3 – 1                                                                           | Svizzera under 21                                                               | Qual. Europeo Under-21 2021                                                     | -                                                                               | cap. 43’                                                                        |
| 25-3-2021                                                                       | Szombathely                                                                     | Francia under 21                                                                | 0 – 1                                                                           | Danimarca under 21                                                              | Europeo Under-21 2021 - 1º turno                                                | -                                                                               | cap. 62’                                                                        |
| 28-3-2021                                                                       | Szombathely                                                                     | Russia under 21                                                                 | 0 – 2                                                                           | Francia under 21                                                                | Europeo Under-21 2021 - 1º turno                                                | -                                                                               | 83’                                                                             |
| 31-3-2021                                                                       | Győr                                                                            | Islanda under 21                                                                | 0 – 2                                                                           | Francia under 21                                                                | Europeo Under-21 2021 - 1º turno                                                | 1                                                                               | cap.                                                                            |
| Totale                                                                          |                                                                                 | Presenze                                                                        | 20                                                                              |                                                                                 | Reti                                                                            | 1                                                                               |                                                                                 |

## Palmarès

### Club
- Coppa d'Inghilterra: 1

Arsenal: 2019-2020
- Community Shield: 1

Arsenal: 2020

### Nazionale
- UEFA Nations League: 1

2020-2021